# James Murray (homme politique)
Pour les articles homonymes, voir James Murray et Murray.
James Stewart Murray, né le 13 juillet 1983 à Hammersmith, est un homme politique britannique, membre du Parti travailliste et coopératif.
Il est député d'Ealing North depuis 2019. De 2016 à 2019, il est adjoint au maire de Londres, Sadiq Khan, chargé du Logement,.

## Jeunesse
Murray est né à Hammersmith, fils de Geoffrey et Lynne Murray. Sa mère Lynne est conseillère travailliste pour le quartier de Cleveland à Ealing de 2014 à 2018. Il grandit à North Ealing, fréquentant une école privée, avant d'étudier les EPI au Wadham College d'Oxford. Murray obtient un baccalauréat spécialisé de première classe en 2004.

## Carrière politique
Murray est conseiller à Islington de 2006 à 2016, représentant le quartier de Barnsbury, centré sur la zone du même nom. En tant que membre de l'exécutif du conseil, Inside Housing  déclare qu'il "était connu comme le plus investi des membres du cabinet travailliste de Londres pour le logement". Il est membre exécutif de l'arrondissement pour le logement et le développement de 2010 à 2016.
Murray conseille Sadiq Khan pendant sa sélection et ses campagnes électorales réussies pour devenir maire de Londres, et est nommé par Khan comme adjoint au maire de Londres pour le logement en 2016.
En tant qu'adjoint au maire, Murray supervise le programme de logements abordables de 4,8 milliards de livres sterling du maire et lance la toute première initiative de l'hôtel de ville consacrée à la construction de logements sociaux. Ce programme, Building Council Homes for Londoners, propulse la construction d'habitations municipales à son plus haut niveau en 34 ans.
Murray est élu député d'Ealing North en décembre 2019 et prononce son premier discours en janvier 2020. Il devient membre du Comité de la santé et de la protection sociale en mars 2020 et est nommé au bureau des whips de l'opposition en avril 2020.
Le 16 octobre 2020, il est nommé secrétaire financier fantôme au Trésor, à la suite de la démission de Dan Carden la veille concernant le projet de loi sur les sources secrètes du renseignement humain (conduite criminelle).

## Vie privée
Murray est gay, son partenaire est Tom Griffiths,. À la fin des années 2000, Murray reçoit un diagnostic de myasthénie grave et ne présente plus aucun symptôme.